# Wenceslas Antoine de Kaunitz
Pour les articles homonymes, voir Rietberg (homonymie).
Wenceslas Antoine, comte, puis prince (1764) de Kaunitz, comte de Rietberg (en allemand : Wenzel Anton von Kaunitz-Rietberg, en tchèque : Václav Antonín Kounic), connu dans les textes français de l'époque comme « prince de Kaunitz », né à Vienne le 2 février 1711 et mort à Mariahilf le 27 juin 1794, est un diplomate et homme d'État bohémien au service de la monarchie de Habsbourg.
En tant que membre du Conseil aulique du Saint-Empire romain et un adepte du despotisme éclairé, Kaunitz était un conseiller proche de Marie-Thérèse d'Autriche et de son fils, l'empereur Joseph II. Nommé Chancelier d'État et chef de la diplomatie autrichienne à la veille de la guerre de Sept Ans, il a marqué la Révolution diplomatique de 1756 en créant l'alliance avec la France contre la Grande-Bretagne et la Prusse.

## Biographie
La vieille famille noble des Kaunitz (en tchèque : Kounicové) remontant à 1284 venait à l'origine de Bohême. Les ancêtres possédaient de nombreux biens à Slavkov (Austerlitz) en Moravie où le père de Wenceslas, Maximilien Ulrich de Kaunitz (1679–1746) occupera le poste de gouverneur (Landeshauptmann). Par son mariage avec Maria Ernestine Francisca de Rietberg (1687–1758) en 1699, il a acquis le comté de Rietberg en Westphalie.
Wenceslas de Kaunitz lui-même épousa en 1736 la comtesse Marie Ernestine de Starhemberg (1717–1749), issue d'une famille de vieille noblesse autrichienne. Le couple a eu sept enfants, notamment Ernst Christoph von Kaunitz-Rietberg (1737–1797), également un diplomate et grand serviteur de l'Empire autrichien.

## Carrière diplomatique

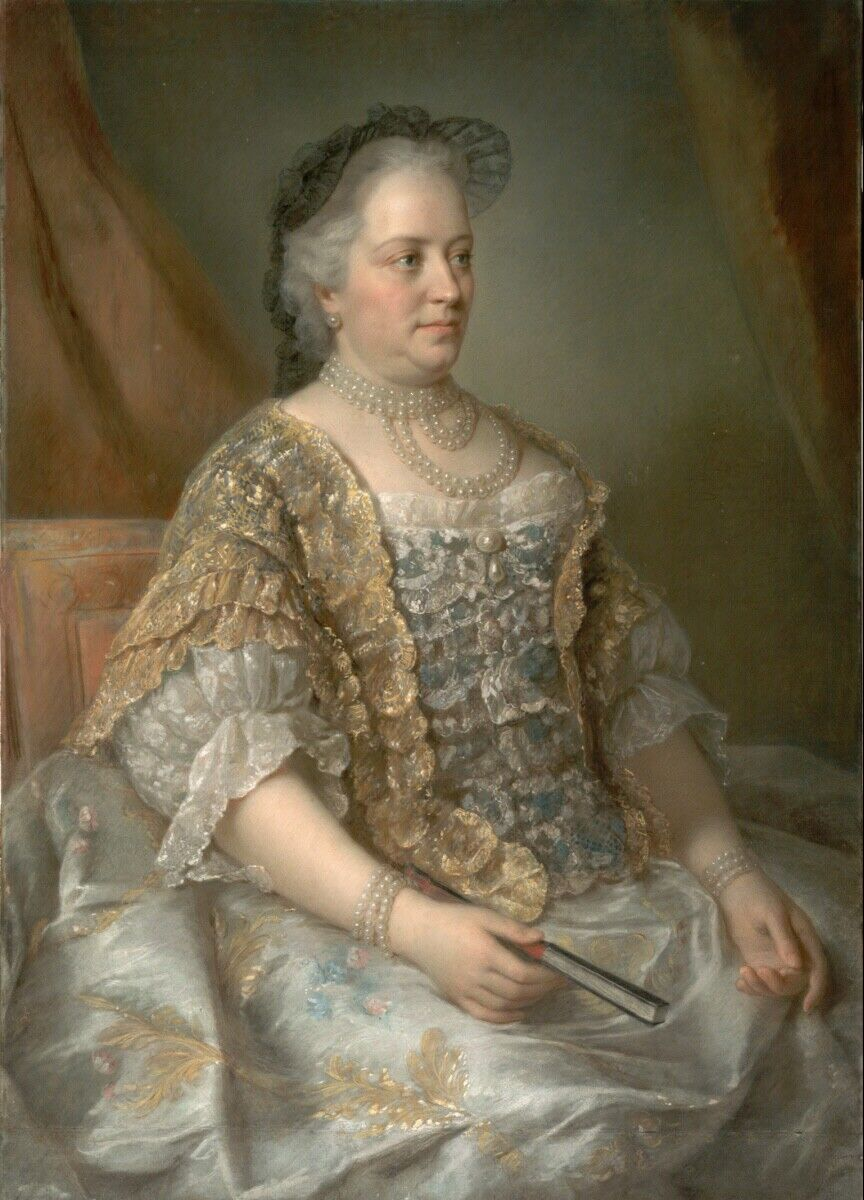
L'impératrice Marie-Thérèse (par Jean-Etienne Liotard, 1762).

Kaunitz entra au service de la maison d'Autriche en 1735, fut ministre plénipotentiaire à Turin (1741), avant d'occuper le même poste aux Pays-Bas autrichiens d'octobre 1744 à juin 1746, en remplacement du comte de Königsegg-Erps. Pratiquement à la tête du gouvernement général des Pays-Bas après la mort de la gouvernante, l'archiduchesse Marie-Anne (16 décembre 1744), propre sœur de Marie-Thérèse, alors que le prince Charles-Alexandre de Lorraine commandait les troupes Autrichiennes, il dut peu de temps après quitter Bruxelles en raison de l'invasion française (juillet 1745). Il gagna alors Anvers, puis Aix-la-Chapelle avec le reste du gouvernement bruxellois. 
En juin 1746, il obtint son remplacement à Bruxelles par le comte Charles de Batthyany, pour raison de santé. Il fut ensuite négociateur au traité d'Aix-la-Chapelle (1748), puis ambassadeur à Versailles (1750-1753), où, inquiet des progrès de la Prusse, il prépara l'alliance franco-autrichienne de 1756.

## Chancelier

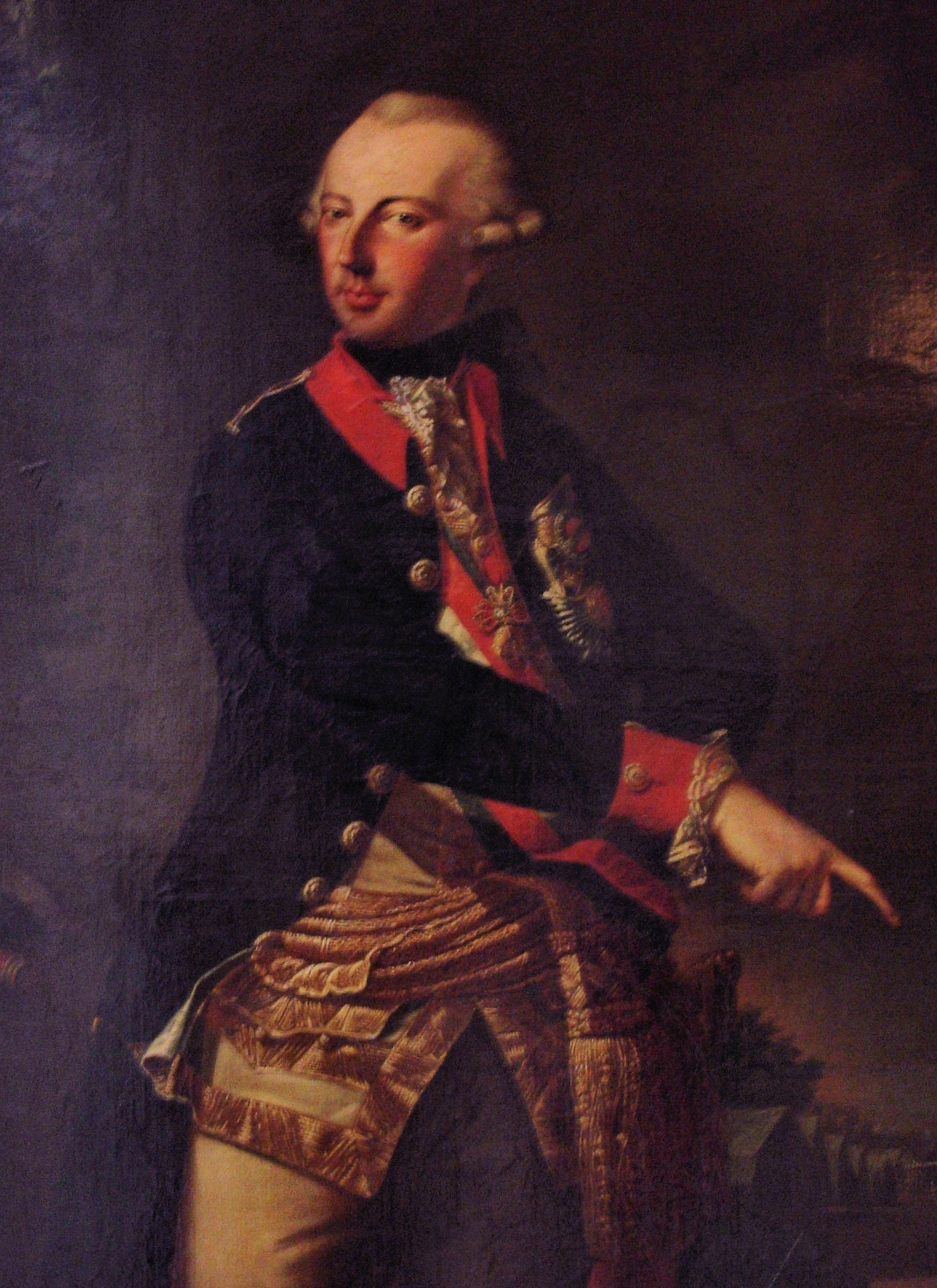
L'empereur Joseph II.

Il fut alors appelé par Marie-Thérèse au poste de chancelier de cour et d’État des Habsbourg, qu'il devait occuper pendant près de quarante ans (1753-1792). 
Il confia au comte Daun la réorganisation de l’armée, d’où la création de l’académie militaire Marie-Thérèse et la remise en ordre de la frontière (Militärgrenze) aux confins de l’Empire ottoman. 
Il est à l'origine de la création du Conseil d'État qu'il dirige à partir de 1761. Farouchement anticlérical, partisan du despotisme éclairé, il amorça sous Marie-Thérèse une politique de réformes reprises plus tard par Joseph II de manière plus énergique. L'empereur François Ier mourut en 1765. Son successeur, l'Archiduc Joseph, âgé de 24 ans, fut associé comme co-régent au pouvoir de sa mère mais limité aux affaires militaires ce qui le contraria.
En ce qui concerne l'horizon institutionnel des Pays-Bas autrichiens, Kaunitz supprima en 1757 le Conseil suprême des Pays-Bas (à Vienne) et fit passer les affaires de ces provinces sous l'autorité directe du chancelier de cour et d'État. L'impératrice mourut en 1780. L'empereur Joseph lui succéda sur les trônes de Hongrie, de Bohême et d'Autriche.
Kaunitz avait approuvé les mesures de sécularisation prises depuis 1781 mais, bien qu'ayant beaucoup d'influence sur Joseph II, il ne put le freiner lorsqu'il se lança en 1787 dans ses grandes réformes administratives que le chancelier jugeait dangereuses.

## Fin de carrière
Maintenu à son poste par Léopold II, Kaunitz fut démis par François II peu après son avènement (août 1792). Il possédait un régiment portant le collet rose, en souvenir du prince de Ligne, où servit Kléber en 1785.
Son fils aîné, Ernst Christoph, diplomate, hérita de ses titres, à sa mort.

### En anglais

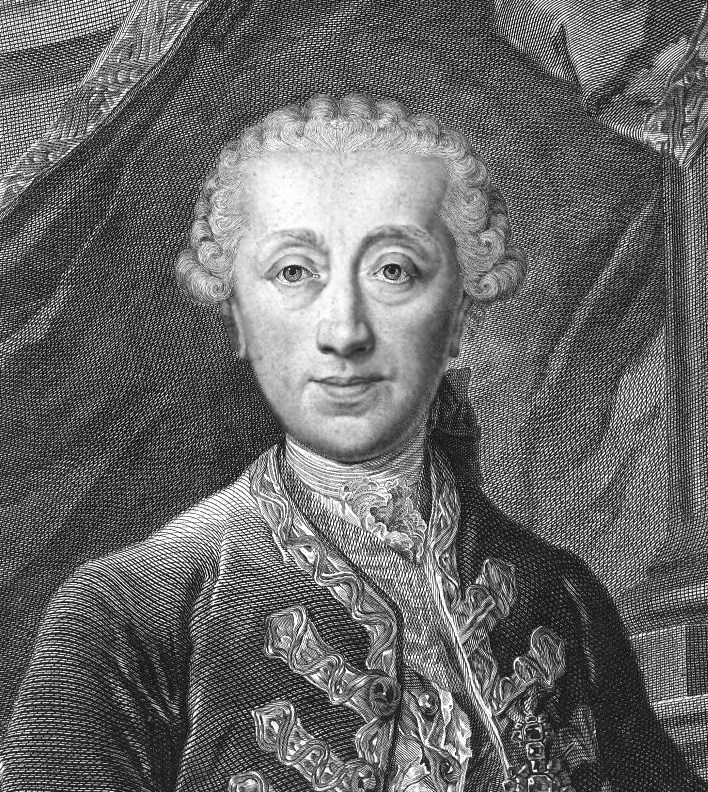
Portrait de Kaunitz.